# Вой-Кузоб
Вой-Кузоб (Войкузъобъю) — река в России, течёт по территории Корткеросского района и Усть-Куломского района Республики Коми. Устье реки находится в 49 км по правому берегу реки Кузобъю на высоте 110 м над уровнем моря. Длина реки составляет 8 км.
В 5 км от устья, по правому берегу реки впадает река Вой-Вож.

## Данные водного реестра
По данным государственного водного реестра России относится к Двинско-Печорскому бассейновому округу, водохозяйственный участок реки — Вычегда от истока до города Сыктывкар, речной подбассейн реки — Вычегда. Речной бассейн реки — Северная Двина.
Код объекта в государственном водном реестре — 03020200112103000016286.